# Česká satira
Česká satira představuje umělecká díla česky tvořících autorů (působících jak v českých zemích, tak v zahraničí – exilu), vytvořená formou satiry. Zahrnuje všechny žánry – prózu, dramata, veršovanou epiku nebo intelektuálně laděnou lyriku. Lze do ní zařadit i aforismus, anekdotu, bajku či epigramy.

## Historie české satiry

### Středověk
Ve středověku existuje zvýšený zájem o literaturu zejména v prostředí měšťanstva, oblíbené jsou tituly, které zpodobňují obrazy běžného života. Oblíbeným typem satiry se stává mravokárná, volající po nápravě konání (Hradecký rukopis; Desatero kázanie božie), nebo zviditelňující nepravosti příslušníků cechů (Satiry o řemeslnících a konšelích; 14. stol). Velmi zdařilý, ironický popis výseku středověké společnosti pak nalezneme ve staročeské básni neznámého autora Podkoní a žák (kolem 1400). Ze 14. století pochází také nejstarší české drama Mastičkář, žánrově satirická, veršovaná fraška.

### Husitství
V období sporů mezi husity a katolíky vznikají zejména bojovné a provokativní písně na aktuální téma. Nejznámější dochovaný satirický popěvek Zajíc biskup Abeceda vypráví o arcibiskupovi Zbyňku Zajíci z Hazmburka, který veřejně pálí knihy Johna Wycliffa (Viklefa), aniž by je dokázal přečíst. Do tohoto časového období můžeme také zařadit vznik protihusitské Písně o Viklefici, napadající ženy.

### Období humanismu
Budování nového člověka satiru vrací spíše k didaktičnosti a k mírnému umravnění textů. Čtenáři a posluchači u nás i v Evropě měli v oblibě „satirické návody“ (absurdní, výsměšné, ironické návod). V Čechách se na přechodnou dobu staly oblíbeným útvarem různé satirické předpisy pro pijáky, grobiánské řády, parodie lékařských předpisů a právnických rozhodnutí. Na prahu 16. století se změnila forma satiry spíše na útočnou a mnohdy ponižující. Objevovaly se texty ve formě pamfletů, písní nebo cedulí, mířících na jednotlivé osoby nebo skupiny. O veřejné dění se zajímalo více společenských vrstev, proto docházelo také k růstu politické satiry.

### Klasicismus, osvícenství
V Čechách panovala silná cenzura, která vzbuzovala obavy z trestu za protirežimní satiru. Navíc pomalu rostoucí a křehké národní společenství nikdo kritizovat nechtěl, což způsobilo žánrovou stagnaci: bajky, epigramy, deklamovánky (básně určené k hlasitému přednesu) kritizující lidské povahy, protivlastenectví a také výsměch maloměšťanství.
- Deklamovánky (František Jaromír Rubeš)
- Ferina Lišák z Kuliferdy a na Klukově (František Matouš Klácel) – adaptace Goethova Reineke Fuchs
- Bohdanecký rukopis (Josef Jaroslav Langer; 1831)[5]
- Den v Kocourkově (1832) a Literatura krkonošská z pera Františka Ladislava Čelakovského

### Obrozenecká satira
Obrozenecká satira opustila ostré a přísné německé vzory, přidala na humoru a jazykových hříčkách. Stala se vyhledávanou folklorní produkcí pro svou prostořekost. 40. léta 19. století znamenala pro satirickou produkci směřování k politizaci. Vším uvedeným se nechal inspirovat jeden z nejvýznamnějších českých satiriků Karel Havlíček Borovský, který spojil intelektuální názor s prostotou lidského projevu a vyjádřil jej úsporně v poezii. K satirickému vyjádření dále s úspěchem používal formy legend (Křest sv. Vladimíra), pohádek (Král Lávra) či elegie.
50. léta 19. století přinesla rozmach satirických (a humoristických) časopisů, např. Šotek (1849, šéfredaktor Karel Havlíček a v letech 1880–1882 Jakub Arbes) nebo Rachejtle (1855, Bendl), oblíbené byly také dělnické časopisy s dobovou politickou satirou (Šípy, Rašple, Bič a Šlehy). Satirické časopisy svým užším zaměřením zaznamenávaly kratší dobu trvání než časopisy humoristické, které se satiře věnovaly okrajově, např. Humoristické listy (Vilímek) nebo Švanda Dudák.
Na žánr pohádky v satiře navázal Svatopluk Čech alegorickým vypravováním, nicméně čtenářsky úspěšnější se jevily příhody nového typu antihrdiny, sebestředného, materiálně založeného a věčně nespokojeného pana Broučka (Pravý výlet pana Broučka do Měsíce (1888) a Nový epochální výlet pana Broučka, tentokráte do XV. století  (1889).

### Moderní satira
Moderní umělecké směry podporovaly rozvoj kriticismu a posilují tak satirický postoj i v literární tvorbě. Nejsilněji se satira promítala v politické epice i lyrice.
Josef Svatopluk Machar v politické satiře v pamfletu útočil na postoje Mladočechů Boží bojovníci (1896), též byl autorem sbírky epigramů Satirikon (1903). Viktor Dyk se zamýšlel nad národními postoji v díle Pohádky z naší vesnice (1910) a Můj přítel Čehona (1925). Ve spolupráci s bratry Čapkovými Dyk připravil a následně dva roky vydával satirický týdeník Nebojsa (1918–1920). V téže době vedl například František Gellner denní satirickou kroniku Lidových novinách. Mezi nejtalentovanější satiriky této doby patřil Jiří Haussmann, jenž od protirakouských epigramů (Zpěvy hanlivé, 1919) přešel v kritika kapitalistické společnosti. Jeho satirická utopie s prvky sci-fi Velkovýroba ctnosti (1922) podle Čapkova námětu Továrna na absolutno, reagovala na absurditu světové války.
Karel Poláček jako satirické dílo koncipoval román Dům na předměstí (1928) nebo původně zamýšlenou pentalogii Okresní město. Jeho další díla se opírala spíše o humoristickou laskavost než o břitkou kritiku aktuálních událostí, nicméně Michelup a motocykl bývá také považován za satiru mamonu.

Herci Jiří Voskovec a Jan Werich působící od roku 1926 jako umělecká dvojice v Osvobozeném divadle, sice vytvořili politicky angažované revue, jež byly přirozeně satirické díky výběru námětu, nicméně i v nepolitických a zdánlivě neškodných příbězích lze nalézt prvky čisté satiry, např. Osel a stín (1933) na motivy příběhu řeckého satirika Lúkiana. Mezitím se po narůstajících rozporech mezi uměleckými vedením Jindřicha Honzla a Jiřího Frejky od Osvobozeného divadla odklonila část souboru a pod Frejkovým vedením založila Divadlo Dada. Jejich výpravná Dona Kichotka (1927) představovala avantgardní, politickou satirou obdařenou Dada-revui, která mohla a také tvořila určitý protipól Vest Pocket Revui. 
Satirické časopisy v meziválečném období
Počet titulů humoristických a satirických časopisů v období mezi první a druhou světovou válkou překročil číslo 80. Satirické časopisy nesly koncentrovaný charakter soudobé satiry a její proměny lze sledovat díky krátkodobé periodicitě vydávaných titulů.
Různé formy satirických žánrů v nich ovšem lze nalézt minimálně. Nejčastěji se objevují veršované formy (epigramy, parafráze písní, veršovaná příhoda) z prozaických žánrů povídky, črty, z malých forem zejména anekdoty. Žurnalistika se v původním významu v časopisech téměř neobjevovala, ale jako ironizující či parodující prvek byla prostoupena všemi původními žurnalistickými formami: reportážemi, zpravodajstvím, glosami, čtenářskou poradnou, rozhovory či úvodníky.
Širší žánrovou škálu zastupovaly zejména Šašek, Davidova houpačka, Lucerna a známé Humoristické listy, nicméně většina vydávaných satirických periodik se držela zavedených forem veršované satiry (Frygická čapka, Kopřivy, Rašple, Štika pod vedením Haška nebo Bassovy Letáky).

### Satira v socialismu
Se satirou bylo nakládáno jako s účinnou literární zbraní, jež musí být přísně dozorována. Opět byla v satiře využívána její moralizující a didaktická funkce, tepající zejména nepřátele režimu, kapitalismus obecně a kritizuje maloměšťácké přežitky. Jako příklad uveďme Václava Lacinu a jeho románovou tetralogii Panstvo se baví (1945–1961), kde konfrontoval maloměšťáky s obdobím 2. světové války. Později vytvořil postavu pana Jéminka, nepřítele socialistického zřízení.

Na přelomu šedesátých let 20. století byl satirický žánr výrazněji zastupován jednak v dramatu a v satirické povídce. Spotřební satirická produkce se prolínala televizními, estrádními scénkami i rozhlasovými hrami a byla popisována jako komunální satira, neboli obecní, maloměstská. Ta se orientovala na pranýřování nešvarů běžného života v tzv. reálném socialismu. 
Ačkoli se týdeník Dikobraz, od roku 1945 vycházející jako jediné oficiální satirické periodikum, prohlásil za nadstranické médium, vycházel v nakladatelství ROH Práce. Komunistická strana ovlivňovala jeho obsah, jak prozrazují protizápadně zaměřené příspěvky, vítání Vítězného února nebo sledování určitých cílů v transformované společnosti. 
Na opačné straně stojí kritika a satira totalitního režimu, realizovaná zejména formátem „malých divadel“.
Již v roce 1948 uvedlo Divadlo satiry hru Vratislava Blažka Kde je Kuťák. Hra byla okamžitě vykládána jako kritika socialismu a urážka pracujícího lidu, proto byla ihned (po 4 dnech) zakázána a divadlo bylo rozpuštěno. Pravděpodobně se jednalo o poslední satirickou hru v Československu na dlouhou dobu. Jednalo se o jakousi alegorii současnosti, kde autor použil motiv potopy světa, kdy se na Archu plující ke „šťastným zítřkům“, nedostanou pouze pracující lidé, ale i tzv. „příživníci a paraziti společnosti“.
Milan Uhde v roce 1964 uvedl ve Večerním Brnu satirickou divadelní politickou hru Král-Vávra. Jednalo se o variaci na téma Borovského Krále Lávry, která ukazovala strojový svět, odcizený lidem a přenášela diváka na místo tria vládců, řídících zemskou poloosu. Hra je tvořena 10 obrazy, obsahuje 9 písní, balad, blues romancí a jednu mezihru.
Divadelní politická satira bývala součástí programů dvojice Miloslav Šimek a Jiří Grossmann v Semaforu, ti ale nikdy významně nepřekročili hranice satiry komunální. Nejostřejší satira zaznívala v dialozích Dušana M. Pupáka (Grossmann) a jeho přítele Čendy Krchova (Šimek) v závěru představení. Dochovaly se pouze zvukové záznamy a několik scénářů (Povídky, 2009).
Václav Havel hru Zahradní slavnost (1963) postavil na odposlechnutých dobových frázích. Jakkoli se jedná o absurdní drama, kolotoč ideových hesel s revolučním nábojem se opakuje v každém politickém režimu a prvek satiry je zde stále platný.
Mezi nejvýraznější postavy prozaického žánru patřili např. Zdeněk Jirotka s množstvím rozhlasových her nebo Miloslav Švandrlík se svými Černými barony (1969). V literárním díle přispěl k vylíčení mechanismů moci v armádě 50. let a společně s Tankovým praporem (1971, Toronto) Josefa Škvoreckého navázali na stále činné české švejkovství.

#### Normalizace
V období normalizace byla veškerá kritika, za kterou je satira považována, označena za původce destabilizace systému. Určité uvolnění nastalo až v 80. letech 20. století. Oblíbené aforismy a satirickou poezii tvořil například Jiří Žáček. V televizních inscenacích a filmech se objevila tragikomická líčení života přizpůsobivých jedinců – Prodavač humoru (1979) Romana Ráže, Simulanti (1983) Milana Pávka, Vážení přátelé, ano (1988) Ladislava Pecháčka, nebo Vrchní, prchni (1980) Zdeňka Svěráka a Ladislava Smoljaka. Fenoménem doby bylo Divadlo Járy Cimrmana.
„Autoři tak porušili pravidlo vyhnout se (politické) satiře. Než byla hra Lijavec schválena, prošla tříletou anabází přepisů, vyčkávání na vyjádření cenzorů nebo změnou názvu. Po schválení data premiéry a několika reprízách se nicméně dočkala nejen téměř tříletého zákazu, ale také se dostala do hledáčku StB.“

### Satira v demokratické společnosti — 90. léta 20. století
Změnou státního uspořádání z totality v demokratickou společnost došlo k velkým změnám také v oblasti literatury. Ze dne na den zmizela ideová kontrola tiskovin zrušením Úřadu pro tisk a informace (1968–1989) a nastala svoboda slova i tisku. Umělci, spisovatelé, dramaturgové, kteří se satiře dosud věnovali, v práci pokračovali (Josef Fousek, Jiří Žáček, po návratu z exilu do Čech (1990) spisovatel Ivan Kraus). Satira se v tomto období věnovala téměř beze zbytku totalitnímu režimu, normalizaci a zločinům komunismu. K jeho absurditám přistupovala s velkou dávkou nadhledu – František Ringo Čech (Ruský týden, 1990), Irena Dousková (Hrdý Budžes, 1998), Martin Daneš (Kdo zabil Václava Klause, 1998)
- TV satira

Česká televize uváděla v letech 1993–1997 kultovní Českou sodu Petra Čtvrtníčka a Milana Šteindlera nebo od roku 1995 úspěšný autorský pořad Zuzany Bubílkové a Miloslava Šimka S politiky netančím. Do vysílání nově vznikajících soukromých televizních stanic byly zařazovány spíše humoristické pořady, nicméně v produkci TV Nova (založena 1994) vznikli Gumáci, později například Politické harašení.
- satirické časopisy

Dikobraz (Nový Dikobraz, Zabaveno), Sorry – PRavá DEmokratická Legrace, Tapír – magazín humoru a satiry

#### Satira po roce 2000
Rok 2000 přinesl zásadní změny v mediální oblasti, která prošla procesem digitalizace; tím média získávají zcela novou podobu a formu (vznik World Wide Web). Nabídka médií se individualizovala a současně došlo ke konvergenci uživatelského rozhraní: hranice mezi pasivním příjemcem a aktivním tvůrcem se stírala.
Satirické relace se odehrávají v online prostředí a jejich výčet není konečný (Kancelář Blaník, 2014, Branky, body,k*k*ti – knižně vydáno 2021, Šťastné pondělí Jindřicha Šídla), satirické blogy (1000 věcí, které mě s*rou – knižně vydáno 2011), sociální sítě (Instagramový profil TMBK).
Ve vztahu herec-divák se satira objevila ve formě tzv. stand up vystoupení (Na stojáka) nebo talkshow (politická satira v Show Jana Krause).